# Когото
Когото (груз. კოღოთო) — село в Грузії.
За даними перепису населення 2014 року в селі проживає 415 осіб.